# Quinto Sulpicio Camerino Pretextato
Quinto Sulpicio Camerino Pretextato  fue un político y militar romano del siglo V a. C. perteneciente a la gens Sulpicia.

## Familia
Camerino fue miembro de los Sulpicios Camerinos, la más antigua familia patricia de la gens Sulpicia. Fue probablemente hijo del consular Servio Sulpicio Camerino Cornuto y padre de Servio Sulpicio Camerino Rufo y, quizá, de Quinto Sulpicio Longo.

## Carrera pública
Siendo tribuno consular, en el año 434 a. C., los veyentes y faliscos solicitaron ayuda a la asamblea etrusca para afrontar la amenaza que significaba para ellos Roma después de que esta tomase Fidenas. En previsión del peligro que suponía una Etruria unida contra la ciudad, el Senado nombró un dictador para conducir la guerra. Sin embargo, la asamblea de los etruscos rechazó las alegaciones de veyentes y faliscos y no les dio su apoyo.
Fue escogido legado en el año 431 a. C. por el dictador Aulo Postumio Tuberto y quedó a cargo del campamento romano cuando se inició la batalla en el Monte Álgido.
Tito Livio, siguiendo a Licinio Macro, escribe que fue un año de cónsules y repite los del año anterior, pero añade otros dos nombres alternativos (Marco Manlio y Quinto Sulpicio) procedentes de Valerio Antias y Quinto Elio Tuberón e indica que otros autores antiguos dan tribunos consulares. Diodoro Sículo, por su parte, dice que fueron nombrados tribunos consulares. Los estudiosos modernos se inclinan por un año de tribunos consulares  o indican que hay cierta incertidumbre.